# Rottleberode
Rottleberode era un comune tedesco di 1 574 abitanti, situato nel land della Sassonia-Anhalt. Dal 1º gennaio 2010 costituisce una frazione del nuovo comune di Südharz.
È attraversato dal fiume Thyra.